# Rally de Montecarlo de 1964
El Rally de Montecarlo de 1964 fue la 33.ª edición y la primera ronda de la temporada 1964 del Campeonato de Europa de Rally. Se celebró del 18 al 21 de enero y contó con el clásico formato en el que los participantes partían desde diferentes ciudades europeas con destino a Mónaco. Una vez allí se realizaban varios tramos cronometrados. El recorrido contaba con un total de 4828 km y el ganador era aquel que sumase menos puntos de penalización entre el recorrido de concentración inicial y los tramos de velocidad posteriores. Se establecían además penalizaciones si se tomaban rutas más fáciles, para los automóviles con mayor cilindrada, entre otros.
En la edición de 1964 se inscribieron un total de 299 participantes que partieron desde las ciudades de Minsk, Oslo, París, Montecarlo, Glasgow, Varsovia, Frankfurt, Lisboa y Atenas. La marca americana Ford, inscribió en la prueba a ocho participantes con sendos Ford Falcon dotados de un motor V8, además de tres coches de repuesto y un equipo formado por 16 mecánicos y 16 pilotos. Por la contra la factoría británica British Motor Corporation (BMC) envió a cuatro de sus pilotos con el -por entonces- nuevo modelo, Morris Mini Cooper S y a dos con el Mini Cooper de 997 cc., este último vencedor de su categoría en la edición del año anterior.
El ganador de la prueba fue el conductor de uno de los Mini Cooper S, Patrick "Paddy" Hopkirk. Él y su copiloto Henry Liddon partieron desde la ciudad rusa de Minsk y atravesaron el continente europeo salvando todo tipo de obstáculos. Por entonces el continente estaba dividido por la Cortina de Hierro, y en algunos países como Checoslovaquia o Alemania Occidental las autoridades opusieron cierta resistencia a su paso. Algunos guardias registraban su equipaje desconfiando de si podían llevar gente escondida entre sus enseres. Una vez llegado a Francia, uno de los puntos más complicados era el paso por el Col de Turini situado a 1607 m de altitud, etapa por entonces conocida como «noche de los cuchillos largos». A la ciudad monegasca llegaron 163 participantes saliendo vencedor finalmente el piloto del Mini, Paddy Hopkirk. El equipo BMC logró además la victoria en varias categorías, como la del Premio Al Equipo Constructor.
Las victorias del Mini en el Rally de Montecarlo continuaron los años siguientes, venciendo en 1965 y 1967 e incluso, inicialmente en la edición de 1966 aunque al término de la carrera fueron descalificados por una irregularidad en los faros que trajo consigo un gran escándalo mediático.

## Clasificación final
| Pos. | Piloto            | Copiloto         | Automóvil            | Puntos  |
| ---- | ----------------- | ---------------- | -------------------- | ------- |
| 1    | Paddy Hopkirk     | Henry Liddon     | Morris Cooper S      | 2536.27 |
| 2    | Bo Ljungfeldt     | Fergus Sager     | Ford Falcon Sprint   | 2566.71 |
| 3    | Erik Carlsson     | Gunnar Palm      | Saab 96              | 2573.77 |
| 4    | Timo Mäkinen      | Patrick Vanson   | Morris Cooper S      | 2593.86 |
| 5    | Pat Moss-Carlsson | Ursula Wirth     | Saab 96              | 2596.97 |
| 6    | Tom Trana         | Sune Lindström   | Volvo PV 544         | 2609.74 |
| 7    | Rauno Aaltonen    | Tony Ambrose     | Morris Cooper S      | 2619.55 |
| 8    | Eugen Böhringer   | Klaus Kaiser     | Mercedes-Benz 300 SE | 2621.92 |
| 9    | Carl-Magnus Skogh | Lennart Berggren | Volvo PV 544         | 2646.76 |
| 10   | Pauli Toivonen    | Anssi Järvi      | Volkswagen 1500 S    | 2685.21 |